# Luís Ribeiro Pinto Neto
Luís Ribeiro Pinto Neto, mais conhecido como Lula (Arcoverde, 16 de novembro de 1946 — Recife, 11 de fevereiro de 2022), foi um futebolista brasileiro que atuou como ponta-esquerda.

## Carreira
Lula foi revelado pelo Ferroviário de Natal, quando chamou a atenção de um olheiro do Fluminense, que o levou para o clube carioca. Foi emprestado ao Palmeiras, onde ganhou seu primeiro título brasileiro, a Taça Brasil de 1967, não tendo disputado nenhuma partida pelo Palmeiras no Torneio Roberto Gomes Pedrosa de 1967, campeonatos reconhecidos como Campeonatos Brasileiros.
Em seu retorno ao Fluminense, conquistou três títulos estaduais e a última edição do Torneio Roberto Gomes Pedrosa em 1970, conquistando o seu segundo título nacional.
Entre o início de 1965 e fevereiro de 1974, Lula disputou 377 partidas pelo Fluminense, com 170 vitórias, 104 empates e 103 derrotas, marcando 102  gols.
Ainda em 1974, transferiu-se para o Internacional, onde atuou até 1977 e conquistou três títulos do Campeonato Gaúcho e dois do Campeonato Brasileiro, alcançando a marca de ter conquistado 4 títulos nacionais, por 3 clubes diferentes.
Lula mantinha um comportamento rebelde fora dos gramados. Chegou a se desentender com o ex-treinador Rubens Minelli, na época do Internacional, que pediu demissão, mas foi demovido pelo então vice-presidente de futebol, Federico Arnaldo Ballvê.
O mesmo Ballvê proferiu uma frase famosa sobre Lula: "Durante a semana ele nos incomoda, e no domingo incomoda os adversários".
Encerrou a sua carreira no Sport, em 1979.
Pela Seleção Brasileira, atuou em 13 partidas, marcou dois gols e ganhou cinco títulos.
Em campo, Lula era veloz e goleador. A partir de 1989, também atuou como treinador de diversos times da Arábia Saudita, onde continuou a trabalhar até 2014.

### Morte
Morreu em Recife, no dia 11 de fevereiro de 2022, aos 75 anos, devido a uma parada cardíaca.

## Títulos
Fluminense
- Campeonato Carioca: 1969, 1971 e 1973
- Campeonato Brasileiro: 1970
- Torneio José Macedo Aguiar: 1971
- Torneio Internacional de Verão do Rio de Janeiro: 1973
- Taça Guanabara: 1966, 1969, 1971 (enquanto campeonato independente do Campeonato Carioca)
- Taça Independência (Fla-Flu): 1966
- Troféu Jubileu de Prata (Fluminense versus Combinado de Volta Redonda): 1966
- Taça Francisco Bueno Netto (Fluminense versus Palmeiras 1ª edição): 1968
- Taça Associación de La Prensa  (Esporte Clube Bahia-BA versus Fluminense): 1969
- Taça João Durval Carneiro (Fluminense de Feira-BA versus Fluminense): 1969
- Taça Francisco Bueno Netto (Fluminense versus Palmeiras 2ª edição): 1969
- Troféu Fadel Fadel - (Fla-Flu): 1969
- Troféu Brahma Esporte Clube: 1969
- Troféu Independência do Brasil - (Fla-Flu): 1970
- Taça Francisco Bueno Netto (Fluminense versus Palmeiras 3ª edição): 1970
- Taça ABRP-Associação Brasileira de Relações Públicas 1950-1970 (Fluminense versus Vasco): 1970
- Taça Globo (Fluminense versus Clube Atlético Mineiro): 1970
- Troféu 27º Aniversario dos Estados Árabes (Fluminense versus Vasco) -  1972
- Taça O GLOBO (Fla-Flu) - 1973

Internacional
- Campeonato Gaúcho: 1974, 1975 e 1976
- Campeonato Brasileiro: 1975 e 1976

Palmeiras
- Campeonato Brasileiro: 1967

Seleção Brasileira
- Copa Roca: 1971 , 1976
- Taça do Atlântico: 1976
- Taça Independência: 1972
- Torneio Bicentenário dos EUA: 1976

### Prêmios individuais
- Bola de Prata da Revista Placar: 1976